# Plebejus sweadneri
Plebejus sweadneri är en fjärilsart som beskrevs av Ralph L. Chermock 1944. Plebejus sweadneri ingår i släktet Plebejus och familjen juvelvingar. Inga underarter finns listade i Catalogue of Life.